# Vini australis
Vini australis là một loài chim trong họ Psittacidae.
Loài vẹt này được tìm thấy trên khắp quần đảo Samoa và Tonga và quần đảo Lau, bao gồm:'Alofi, Fotuha'a, Fulago, Futuna, Ha'afeva, Niuafo'ou, Moce, Niuē, Ofu, Olosega, Sāmoa, Savai'i, Tafahi, Ta'u, Tofua, Tonga, Tungua, 'Uiha,'Upolu, Varoa, Vava'u, và Voleva. Bộ lông màu xanh lục 19 cm với cổ đỏ, chỏm đầu xanh bieen, và viền phiến từ màu đỏ ở trên đầu đến tím ở phía dưới.